# Asociación Deportiva Municipal Liberia
La Asociación Deportiva Municipal Liberia és un club costa-riqueny de futbol de la ciutat de Liberia.
Va ser fundat el 1977, quatre anys després del Guanacasteca, i ascendí a primera divisió el 2001. El 2007 adoptà el nom Liberia Mía. El 2009 guanyà la lliga. i un any més tard esdevingué Águilas Guanacastecas. L'estiu de 2011 s'anomenà Los Coyotes del Municipal Liberia.

## Palmarès
- Lliga costa-riquenya de futbol:[8]
  - Verano 2009

- Segona Divisió:[9]
  - 2000-01, 2014-15